# Guillermo Cano Isaza
Guillermo Cano Isaza (12.8.1925 – 17.12.1986) là nhà báo người  Colombia đã bị ám sát chết ngày 17.12.1986 ngay trước tòa soạn báo El Espectador của ông.

## Cuộc đời và Sự nghiệp
Guillermo Cano Isaza sinh ngày 12.8.1925 tại Medellín, Colombia, thuộc gia tộc "Fidel Cano". Ông là người thừa kế Fidel Cano Gutiérrez (1854-1919), người sáng lập tờ báo El Espectador từ năm 1887. Ông đã viết các mục thể thao, đấu bò tót, văn hóa, và chính trị trên báo này và trở thành chủ nhiệm tờ El Espectador từ năm 1952 cho tới ngày bị ám sát.
Ngày 17.12.1986, ông bị giết chết ngay trước trụ sở tòa soạn báo bởi 2 kẻ giết mướn do tập đoàn kinh doanh ma túy Colombia thuê mướn. Người ta cho rằng vụ tấn công này là cuộc trả thù một đợt tố giác mà ông đăng trên tờ báo nhằm phanh phui ảnh hưởng của những tên trùm buôn bán ma túy trên các chính sách quốc gia. Ba năm sau thì trụ sở tòa soạn báo này bị phá hủy bởi một vụ đặt bom.
Trong một phán quyết của tòa án Bogotá vào tháng 10 năm 1995 – 9 năm sau vụ ám sát – thì 4 người là "María Ofelia Saldarriaga", "Pablo EnriqueZamora", "Carlos Martinez Hernandez" và "Luis Carlos Molina Yepes" bị kết tội âm mưu giết người và bị phạt tù 16 năm 8 tháng. Tuy nhiên, ngày 30.7.1996, Tòa thượng thẩm đã bác bỏ bản án của tòa án Bogota, tha bổng cho 3 người, chỉ kết án một mình Molina Yepes, và bắt giam Yepes ngày 18.2.1997. Trước đó Pablo Escobar Gaviria, Evaristo Porras, Gonzalo Rodriguez Gacha và Molina Yepes, đều là chủ của cartel Medellín được coi là những kẻ chủ mưu.

## Vinh dự
- Năm 1997, UNESCO đã lập ra một giải thưởng hàng năm mang tên ông —Giải Guillermo Cano cho Tự do Báo chí trên thế giới — để vinh danh một người hoặc một cơ quan, tổ chức có cống hiến xuất sắc trong sự nghiệp bảo vệ quyền tự do báo chí.
- Năm 2000 ông được tôn vinh là một trong 50 "Anh hùng của Tự do báo chí thế giới" của Viện báo chí quốc tế.[2]